# Turó del Guerrer
El Turó del Guerrer és un turó llarg de baixa altura d'origen volcànic situat al nord de la Ciutat de Mèxic. Pertany a la Serra de Guadalupe, que delimita al nord amb la Vall de Mèxic. És en aquest turó on la cadena muntanyenca finalitza a l'Orient. Està poblat per diverses colònies o urbanitzacions tals com Santa Isabel Tola, Martin Carrera. És la continuació del Turó Zacatenco i té una prolongació menuda més coneguda com a Turó del Tepeyac.

## Colònies
Algunes colònies que es troben sobre el turó són:
- San Pedro Zacatenco: Es troba al nord-oest del turó.
- Ampliació Santa Creu: Es troba al nord-oest un poc més al nord que la colònia San Pedro Zacatenco.
- Ampliació Gabriel Hernández: Ocupa el nord el nord-est del turó.
- Gabriel Hernandez: Es troba a l'est del turó.
- San José de la Prada: Es troba a l'est.

Un poc més al sud de la colònia Gabriel Hernandez
- La Cruz: Es troba al sud-est del turó.
- La Dinamita: Es troba al sud-est un poc més al sud que la colònia La Cruz.
- Martin Carrera: Es troba al sud-est més baix que La Creu i La Dinamita i una part no està en el turó.
- Estanzuela: Es troba al sud del turó.
- Triomf de la República: Es troba al sud un poc més a l'oest i més baix de la colònia la Estanzuela.
- Roses del Tepeyac: Es troba a l'oest del turó.
- Parc del Tepeyac: Es troba a l'oest un poc més al nord de la colònia Roses del Tepeyac.
- Santa Isabel Tola: Es troba al nord-oest més al sud de la colònia San Pedro Zacatenco.

## Actualitat
En el cim del turó està situat un parc ecològic, que està sent envaït i destruït per ocupants il·legals, que estan construint habitatges usant fusta del parc.